# California English
California English ist ein Dialekt der Englischen Sprache, der im US-amerikanischen Bundesstaat Kalifornien gesprochen wird. Als bevölkerungsreichster Bundesstaat der USA ist Kalifornien Heimat einer großen Zahl unterschiedlichster Bevölkerungsgruppen, was nicht ohne Auswirkungen auf die regionale Entwicklung des Englischen geblieben ist. Wie bei jeder Sprache, die in mehreren Ländern gesprochen wird, werden nicht sämtliche Eigenschaften des Englischen von jedem Sprecher in einem bestimmten Land nachvollzogen. Dennoch gibt es eine Reihe linguistischer Besonderheiten, die als originär kalifornisch bezeichnet werden können.

## Geschichte
In dem Gebiet, das heute als Kalifornien bezeichnet wird, wurde Englisch zum ersten Mal in größerem Umfang während des Goldrausches (ca. 1848 – 1850) gesprochen: Zu jener Zeit strömten zahlreiche Einwanderer aus den östlichen Teilen der USA als auch englischsprachige Einwanderer aus Europa ins Land. Bis zum Ersten Weltkrieg reflektierten die unterschiedlichen Dialekte und Akzente der Einwanderer in Kalifornien noch stark deren Herkunftsländer. Nach dem Ersten Weltkrieg kam es zu einer starken Zuwanderung von Farmern aus dem Mittleren Westen der USA. Grund hierfür waren die schwierigen wirtschaftlichen Bedingungen für hunderttausende kleinere Farmen in den 20er und 30er Jahren als auch wiederkehrende Trockenheiten in den Bundesstaaten des Mittleren Westens.

## Phonologie
Wie bei den meisten anderen Unterarten des American English hat das California English eine rhotische Aussprache, was es deutlich von anderen Formen des Englischen, z. B. dem britischen, dem australischen und dem neuseeländischen Englisch unterscheidet. Die folgende Grafik stellt die relative Position betonter Monophthonge im California Englisch dar:

## Vokabular
Viele Wörter wurden aus dem Spanischen übernommen. Dies wird insbesondere bei Ortsnamen und sonstigen geographischen Bezeichnungen, aber auch bei vielen Lebensmitteln und Rezepten deutlich. An dieser Tendenz des California English spiegelt sich zum einen die spanische bzw. mexikanische Geschichte des Landes vor 1848 wider, als auch die Tatsache, dass 36 % der Bevölkerung sich als Hispanic oder Latino bezeichnen.

### Valspeak
Ein typischer, ursprünglich regional begrenzter Soziolekt Kaliforniens ist das sogenannte Valspeak, das vorwiegend im San Fernando Valley, allgemeiner aber auch in den weiter landeinwärts gelegenen Teilen des Großraums Los Angeles gesprochen wird. Valspeak wurde in den 90er Jahren überregional bekannt durch eine Reihe von Filmen wie z. B. Clueless und Wayne’s World. Zu den Besonderheiten des Valspeak-Vokabulars gehört z. B. der über die eigentliche Bedeutung weit hinausgehende Gebrauch bestimmter Wörter.
like
- Gebrauch: Partikel
- Beispiel 1: „She was like 'Oh my god, you have to see this,' but I was like, 'Shut up! You're kidding!'“
- Beispiel 2: „Her new hat is like a greeny-brown color.“

why
- Gebrauch: Betonung, ohne eigene Bedeutung
- Beispiel: „Oh! Why that came out of nowhere!“

As if!
- Gebrauch: Betonte Verneinung
- Beispiel: „You expect me to wear that? As if!“

Zu anderen weit verbreiteten Soziolekten des California English gehören Surfer Slang, Spanglish und Chicano English.